# Kirsten Hastrup
Kirsten Hastrup, née le 20 février 1948 à Copenhague, est une anthropologue et professeure d'anthropologie au département d'anthropologie de l'Université de Copenhague. Elle est depuis 2008, présidente de l'Académie royale danoise des sciences et des lettres.

## Biographie
Kirsten Hastrup est diplômée d'une maîtrise en anthropologie sociale de l'Université de Copenhague qu'elle obtint en 1973, avec en complément en sociologie et en archéologie. En 1980, elle obtint un doctorat de l'Université d'Oxford en sciences sociales et un doctorat en anthropologie sociale à l'université de Copenhague en 1990. 
Kirsten Hastrup a écrit plusieurs livres et articles avec une spécialité particulière pour l'Islande et en méthodologie ethnographique.